# (2856) Röser
(2856) Röser es un asteroide perteneciente al cinturón de asteroides, descubierto el 14 de abril de 1933 por Karl Wilhelm Reinmuth desde el Observatorio de Heidelberg-Königstuhl, Alemania.

## Designación y nombre
Designado provisionalmente como 1933 GB. Fue nombrado Röser en honor al astrónomo alemán Siegfried Roser.